# Pet Sounds
| 전문가 평가                   | 전문가 평가 |
| 평가 점수                     | 평가 점수   |
| 출처                          | 점수        |
| ----------------------------- | ----------- |
| AllMusic                      | [ 1 ]       |
| Blender                       | [ 2 ]       |
| Chicago Sun-Times             | [ 3 ]       |
| Chicago Tribune               | [ 4 ]       |
| Encyclopedia of Popular Music | [ 5 ]       |
| Entertainment Weekly          | A+          |
| Q                             | [ 7 ]       |
| Rolling Stone                 | [ 8 ]       |
| The Rolling Stone Album Guide | [ 9 ]       |
| Slant Magazine                | [ 10 ]      |

《Pet Sounds》는 미국의 록 밴드 비치 보이스의 열한 번째 정규 음반이다. 1966년 5월 16일 캐피틀 레코드에서 발매됐으며, 미국에서는 빌보드 200 차트에 10위까지 올랐고 상업적, 비평적으로 좋은 성적을 내지 못했다. 영국에서는 음악 잡지에서 호평을 받고, 영국 음반 차트에 2위까지 올라가 6달 동안 10위 안에 머무는 등 좋은 성적을 거둔다.
발매 이후 대중 음악사에서 가장 영향력있는 음반 가운데 하나이자, 1960년대 최고의 음반 가운데 하나로 꼽힌다. 〈Wouldn't It Be Nice〉, 〈God Only Knows〉 같은 곡이 수록되어 있다. 발매 후 거의 30년이 지난 1995년, 최고의 뮤지션들과 작곡가, 프로듀서들로 구성된 MOJO 매거진의 심사위원회에서는 이 음반을 "지금까지 만들어진 가장 위대한 음반"으로 선정하였다. 2006년 Q 매거진의 독자들은 이 음반을 역사상 18번째로 위대한 음반으로 뽑았다. 독일 잡지 Spex의 평론가들은 이 음반을 20세기 최고의 음반으로 선정하였다. 2001년 TV 방송사인 VH1에서는 이 음반을 3위, 또한 롤링 스톤에서 발표한 역사상 가장 위대한 500개의 음반 순위에서는 비틀즈의 《Sgt. Pepper's Lonely Hearts Club Band》에 이어 2위에 올랐다. 2004년에는 미국 국회 도서관의 국가 음반물 보관소에 등록된 50개 중 하나의 음반이 되기도 하였다.
기본적으로 브라이언 윌슨의 솔로 프로젝트라 할 수 있는 《Pet Sounds》는 그가 작곡과 레코딩에 집중하기 위해 투어를 중단한 후에 만들어졌다. 《Pet Sounds》에서 그는 비치 보이스 특유의 정교한 화음에다가 키보드나 기타와 같이 일반적인 악기는 물론이고, 자전거 종소리, 웅웅거리는 오르간 소리, 하프시코드, 플룻, 테레민, 심지어는 개 울음소리와 같은 음향 효과 및 일반적이지 않은 악기들을 결합시켰다.

## "Sloop John B"와 Pet Sounds 의 시작
트랙 "Sloop John B"는 LP의 나머지 트랙들보다 몇달 전에 레코딩되었지만 앨범이 만들어지는데 주축점의 역할을 했음이 증명되었다. 그것은 그룹 멤버인 알 자딘이 브라이언에게 제안한 것으로, 전통적인 서부 인디언 포크 송이었다. 브라이언은 1965년 7월 12일에 반주 트랙을 녹음하였다. 그러나 덜 다음어진 리드 보컬 파트를 마무리하고 나서, 브라이언은 그들의 다음 LP가 되었던 '스튜디오에서의 라이브' 앨범, 《Beach Boys' Party!》에 집중하기 위해 그 곡에 대한 작업은 얼마동안 옆에 제쳐두었다.
《Pet Sounds》를 탄생시킨 진정한 촉매제는 1965년 12월 발매된 비틀즈의 새 LP 레코드, 《Rubber Soul》이었다(영국판이 아닌 미국판). 브라이언은 후에 그 혁신적인 앨범에 대한 첫 인상을 다음과 같이 회상하였다.
"나는 정말로 앨범 전체의 통일성에 대한 준비가 되어 있지 않았다. 그러나 그 앨범은 모든 것이 합쳐져서 전체를 이루는 것처럼 느껴졌다. 《Rubber Soul》은 어쩐지 서로가 조화롭게 어울리는 듯한 노래들의 모음이었는데, 이것은 이전에 만들어진 어떤 앨범에서도 보여주지 못했던 것이다. 나는 이 앨범에 매우 깊은 인상을 받았고, "바로 이거야. 나도 정말로 위대한 앨범을 만들겠다는 도전의식이 생겼어" 라고 말했다.
1월 초, 브라이언은 몇달 전 헐리우드의 녹음실에서 만난 적이 있던 토니 애셔와 접촉했다. 그는 젊은 작사가이며 광고음악계에서 카피라이터로 일하고 있는 사람이었다. 둘은 열흘이 넘지 않는 기간 동안 함께 곡을 썼다. 브라이언은 그의 앞에서 자기가 녹음했던 음악 중의 몇 개를 연주했고, 작업 중인 곡 〈In My Childhood〉 의 완성된 반주 트랙이 담긴 테잎을 전해주었다. 그 곡은 가사가 있었으나 브라이언은 완전히 새로운 가사를 쓰게 될 토니에게는 그것을 보여주지 않았다. 결과는 제목이 새롭게 붙여진 〈You Still Believe in Me〉였고 그 곡의 성공은 브라이언으로 하여금 토니 애셔가 바로 그가 찾던 협력자였다는 것을 확신케 하였다. "가사의 전반적인 뱡향은 항상 그가 제시한 것이었다."고 애셔는 후에 회상했다. "그리고 실제적인 단어를 선택하는 일이 보통 나의 몫이었다. 나는 단지 그의 번역가일 뿐이었다."

## 곡 목록
전체 작사: 브라이언 윌슨과 토니 애셔 (괄호가 쳐져있는 곡은 제외)
| #            | 제목                                                          | 리드 보컬                   | 재생 시간 |
| ------------ | ------------------------------------------------------------- | --------------------------- | --------- |
| 1.           | 〈Wouldn't It Be Nice〉 (브라이언 윌슨/토니 애셔/마이크 러브) | 브라이언 윌슨과 마이크 러브 | 2:25      |
| 2.           | 〈You Still Believe in Me〉                                   | 브라이언 윌슨               | 2:31      |
| 3.           | 〈That's Not Me〉                                             | 마이크 러브와 브라이언 윌슨 | 2:28      |
| 4.           | 〈Don't Talk (Put Your Head on My Shoulder)〉                 | 브라이언 윌슨               | 2:53      |
| 5.           | 〈I'm Waiting for the Day〉 (브라이언 윌슨/마이크 러브)       | 브라이언 윌슨               | 3:05      |
| 6.           | 〈Let's Go Away for Awhile〉 (브라이언 윌슨)                  | 악기                        | 2:18      |
| 7.           | 〈Sloop John B〉 (브라이언 윌슨 편곡)                         | 브라이언 윌슨과 마이크 러브 | 2:58      |
| 총 재생 시간 | 총 재생 시간                                                  | 총 재생 시간                | 19:03     |

| #            | 제목                                                               | 리드 보컬                           | 재생 시간 |
| ------------ | ------------------------------------------------------------------ | ----------------------------------- | --------- |
| 1.           | 〈God Only Knows〉                                                 | 칼 윌슨                             | 2:51      |
| 2.           | 〈I Know There's an Answer〉 (브라이언 윌슨/테리 사켄/마이크 러브) | 마이크 러브, 알 자딘, 브라이언 윌슨 | 3:09      |
| 3.           | 〈Here Today〉                                                     | 마이크 러브                         | 2:54      |
| 4.           | 〈I Just Wasn't Made for These Times〉                             | 브라이언 윌슨                       | 3:12      |
| 5.           | 〈Pet Sounds〉 (브라이언 윌슨)                                     | 악기                                | 2:22      |
| 6.           | 〈Caroline, No〉                                                   | 브라이언 윌슨                       | 2:51      |
| 총 재생 시간 | 총 재생 시간                                                       | 총 재생 시간                        | 17:32     |